# Canonul lui Sherlock Holmes

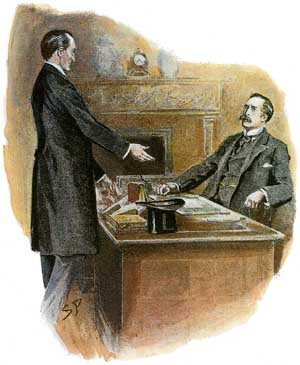
Sherlock Holmes și biograful său, John Watson

În mod tradițional, canonul lui Sherlock Holmes constă din 56 povestiri și patru romane scrise de Sir Arthur Conan Doyle. În acest context, termenul "canon" este o încercare de a deosebi lucrările originale ale lui Doyle de lucrările ulterioare ale altor autori care folosesc aceleași personaje.

## Scrieri canonice
Canonul tradițional constă din cele patru romane și 56 de povestiri apărute în cinci colecții. 

### Romane
Aceasta este lista celor patru romane ale canonului:
1. Un studiu în roșu (publicat în 1887)
2. Semnul celor patru (publicat în 1890)
3. Câinele din Baskerville (publicat în foileton în perioada 1901-1902 în The Strand)
4. Valea terorii (publicat în foileton în perioada 1914-1915)

### Povestiri
Cele 56 de povestiri sunt incluse în cinci volume:
1. Aventurile lui Sherlock Holmes
2. Memoriile lui Sherlock Holmes
3. Întoarcerea lui Sherlock Holmes
4. Ultima reverență
5. Arhiva lui Sherlock Holmes

Frecvent, formula "Aventura ..." (în engleză The Adventure of …) este eliminată din unele titluri de povestiri publicate în prezent. Cu toate acestea, majoritatea titlurilor originale sub care au apărut în revista The Strand conțin și forma "Aventura lui ...".

#### Aventurile lui Sherlock Holmes
Conține 12 povestiri publicate în The Strand în perioada iulie 1891 - decembrie 1892 cu ilustrații originale de Sidney Paget.
- "Scandal în Boemia"
- "Liga roșcaților"
- "Un caz de identitate"
- "Misterul din Valea Boscombe"
- "Cei cinci sâmburi de portocală"
- "Omul cu buza strâmbă"
- "Aventura rubinului albastru"
- "Aventura bandei pătate"
- "Aventura degetului cel mare al inginerului"
- "Aventura burlacului nobil"
- "Enigma diademei de berile"
- "Aventura de la „Fagii de Aramă”"

#### Memoriile lui Sherlock Holmes
Conține 12 povestiri publicate în The Strand ca episoade în continuarea celor din Aventurile lui Sherlock Holmes în perioada decembrie 1892 - noiembrie 1893 cu ilustrații originale de Sidney Paget. 
- "Stea-de-Argint"
- "Aventura cutiei de carton" (această povestire este inclusă în volumul Ultima reverență în edițiile americane ale canonului)
- "Fața galbenă"
- "Funcționarul agenției de bursă"
- "Vasul „Gloria Scott”" (primul caz al lui Holmes, descris lui Watson)
- "Ritualul Musgrave" (un alt caz anterior, povestit de Holmes lui Watson)
- "Enigma din Reigate"
- "Povestea cocoșatului"
- "Pacientul rezident"
- "Traducătorul de greacă" (Mycroft apare pentru prima dată)
- "Tratatul naval"
- "Ultima problemă" (Watson prezintă moartea lui Holmes)

#### Întoarcerea lui Sherlock Holmes
Conține 13 povestiri publicate în The Strand în perioada octombrie 1903 - ianuarie 1905 cu ilustrații originale de Sidney Paget.
- "Casa pustie" (întoarcerea lui Holmes)
- "Constructorul din Norwood"
- "Omuleții dansatori"
- "Biciclistul singuratic"
- "Școala de stareți"
- "Peter „Cel Negru”"
- "Aventura lui Charles Augustus Milverton"
- "Cei șase Napoleoni"
- "Cei trei studenți"
- "Ochelarii de aur"
- "Fundașul dispărut"
- "Aventura de la Abbey Grange"
- "Cea de-a doua pată"

#### Ultima reverență
Colecția a fost denumită inițial Amintirile lui Sherlock Holmes (în engleză Reminiscences of Sherlock Holmes) și nu conținea actuala povestire Ultima reverență, care a apărut mai târziu, după ce a fost publicat romanul Valea terorii Cu toate acestea, edițiile ulterioare au adăugat-o și au schimbat denumirea colecției. Unele ediții recente au revenit la denumirea anterioară. Ea conține 9 povestiri publicate între 1908-1913 și 1917.
- "Aventura din Wisteria Lodge" (publicată inițial cu titlul "O amintire a domnului Sherlock Holmes" (în engleză "A Reminiscence of Mr Sherlock Holmes"); această povestire este formată din două părți cu titluri separate: "Neobișnuita experiență a domnului John Eccles Scott" și "Tigrul din San Pedro")
- "Aventura cutiei de carton" (această povestire se află în colecția Memoriile lui Sherlock Holmes în majoritatea edițiilor britanice ale canonului)
- "Cercul roșu"
- "Planurile Bruce-Partington" (Mycroft reapare)
- "Detectivul muribund"
- "Cum a dispărut lady Frances Carfax"
- "Copita dracului"
- "Ultima reverență" (povestită la persoana a III-a)

#### Arhiva lui Sherlock Holmes
Conține 12 povestiri publicate în perioada 1921–1927.
- "Cazul diamantului Mazarin" (povestită la persoana a III-a)
- "Problema podului Thor"
- "Aventurile omului-maimuță"
- "Vampirul din Sussex"
- "Aventura celor trei Garrideb"
- "Un client ilustru"
- "Aventură în casa cu trei frontoane"
- "Aventura soldatului alb ca varul" (povestită de Holmes; Watson nu apare)
- "Coama leului" (povestită de Holmes; Watson nu apare)
- "Povestea bătrânului fabricant de vopsea"
- "Aventura chiriașei cu văl"
- "Aventuri pe domeniul Shoscombe"

## Lucrări extracanonice
De la moartea autorului, fanii amatori și profesioniști ai lui Sherlock Holmes au discutat la nesfârșit despre extinderea acestui canon, pentru a include și alte lucrări ale lui Doyle, precum și lucrări apărute în alte medii, în seria completă a aventurilor. Zvonuri au înconjurat întotdeauna lucrările pierdute  și în ultimii ani mai multe cercetări au scos la iveală mai multe despre colecția tradițională a canonului. Deoarece nu există nici o instituție definitivă care să susțină ceea ce este și ceea ce nu este canonul dincolo de romanele și povestirile deja stabilite, este puțin probabil ca orice piesă, indiferent de pretenția sa de a fi "canonică", va fi vreodată primită în versiunile publicate ale operei complete cu Sherlock Holmes. Cu toate acestea, un număr de optsprezece lucrări au fost citate ca fiind posibil să intre în canon. Aceste lucrări includ piese de teatru, poezii, eseuri cu privire la personaj și chiar povestiri scurte.
Trei lucrări care vorbesc cel mai mult pe acest subiect au fost publicate la sfârșitul anilor 1980 și 1990: Sherlock Holmes: The Published Apocrypha editat de Jack Tracy, The Uncollected Sherlock Holmes editat de Richard Lancelyn Green și The Final Adventures of Sherlock Holmes editat de Peter Haining. Aceste lucrări au analizat mai multe titluri și locul lor în cadrul canonului. Mai recent, volumul final Sherlock Holmes Reference Library al lui Leslie Klinger conținea și scrierile apocrife. Toate aceste lucrări au cel puțin conținuturi ușor diferite.

## Lucrări de Sir Arthur Conan Doyle
În plus față de scrierile canonice, Conan Doyle a scris (ocazional cu un co-scenarist) un număr de viniete, piese de teatru și eseuri în care a fost implicat Holmes, și două povestiri în care Holmes are o posibilă apariție. Cele mai multe au fost publicate în diferite locuri în timpul vieții sale, iar o alta a ieșit la lumină după moartea lui. Acestea sunt enumerate mai jos cu unele detalii.

### Povestiri

#### "The Field Bazaar" (1896)
"The Field Bazaar" a fost scrisă în timpul unui eveniment de strângere de fonduri desfășurat la Universitatea din Edinburgh. Doyle a fost solicitat de către universitate să contribuie cu un scurt fragment literar pentru o revistă tipărită în scop caritabil. În poveste, Watson a primit o cerere similară și în timp ce el citește scrisoarea la micul dejun, Holmes deduce în mod corect expeditorul scrisorii și gândurile lui Watson cu privire la scrisoare. Ea prezintă multe asemănări cu povestirile canonice. În afară de textul metafizic în care Watson îl substituie pe Doyle ca autorul care și-a publicat propriile povestiri într-o revistă, ea prezintă faimoasele abilități de observație ale lui Holmes care produc rezultate aparent miraculoase, dar se referă și la scenele tradiționale de la micul dejun cu care deschid multe povestiri cu Holmes.

#### "The Lost Special" (1898)
Deși Doyle își ucisese personajul în 1894, el a scris și alte povestiri pe care le-a publicat în Strand Magazine. "The Lost Special" a fost o astfel de povestire, un mister aparent inexplicabil în care un tren special și cei câțiva pasageri dispar între două stații. După ce misterul este descris în întregime, s-a afirmat că o scrisoare a apărut în presă, oferind o soluție propusă de "un gânditor amator de o anumită celebritate". Este posibil, și s-a propus de Haining, Tracy și Green, printre alții, ca acest "gânditor amator" să fie Sherlock Holmes. Cel mai puternic indiciu în acest context este faimosul citat "odată ce s-a eliminat imposibilul..." utilizat de Holmes în deducerile sale. Cu toate acestea, această soluție propusă se dovedește greșită ca urmare a mărturisirii criminalului după ce acesta a fost arestat mai târziu pentru o crimă fără legătură cu cealaltă. Haining a sugerat că Doyle a scris unele povestiri cu Holmes în timpul marii absențe, dar având în vedere eșecul detectivului fără nume ea apare ca o parodie a celei mai faimoase creații ale sale. Povestea a fost publicată în volumul Tales of Terror and Mystery puublicat de Arthur Conan Doyle în 1923 și a apărut ani de zile în edițiile franceze ale aventurilor.

#### "The Man with the Watches" (1898)
Ca și "The Lost Special", "The Man with the Watches" a apărut și ea în Strand (în 1898) și apoi în Tales of Terror and Mystery. Ea urmează același model, de această dată misterul înconjurând apariția unui om mort într-un vagon de cale ferată, cu șase ceasuri de buzunar în haină. O explicație este oferită de un detectiv amator, dar naratorul constată că ea este eronată, deoarece nu ia în considerare toate faptele. Un om implicat în uciderea accidentală a victimei scrie detectivului o scrisoare, spunând că a fost o "soluție tare inteligentă", dar în întregime incorectă. Ca și "The Lost Special", și această povestire apare în antologiile franceze. Povestirea a fost adaptată pentru BBC Radio 4 în 2009, ca "The Thirteen Watches", într-un episod din The Further Adventures of Sherlock Holmes. Numărul ceasurilor a fost schimbat pentru că noul titlu provenea dintr-o trimitere (în povestirea Aventura burlacului nobil cu Sherlock Holmes) la implicarea lui Holmes în incidentul ceasurilor.

#### "The Adventure of the Tall Man" (c. 1900)
Căutând prin manuscrisele lui Conan Doyle, un biograf de-al său a dat peste o povestire incompletă, cu plan și citate. Diverși autori au încercat să completeze povestirea și să o pună alături de canon. Unii sunt foarte aproape de intriga lui Doyle, alții adaugă diferențe. Totuși, nu s-a realizat nici o completare "oficială" (în același mod în care s-a încercat ca The Exploits of Sherlock Holmes să fie o continuare oficială a canonului).

#### "How Watson Learned the Trick" (1924)
În 1924, mai mulți autori au fost abordați pentru a contribui la biblioteca Queen Mary's Dolls' House. Conan Doyle a scris o scurtă povestire cu Sherlock Holmes, cu doar 503 cuvinte, pe paginile mici ale unei cărți în miniatură, special realizată: "How Watson Learned the Trick". Povestirea a fost publicată ulterior alături de lucrările altor autori în The Book of the Queen's Dolls' House Library. Deși scrisă la 28 de ani după "The Field Bazaar", aceasta este aproape o bucată soră a acelei povestiri. Ca și "The Field Bazaar", această povestire prezintă o scenă de mic dejun, în timpul căreia Watson încearcă să imite stilul lui Holmes și să-i ghicească gândurile. Intuițiile lui Watson s-au dovedit totuși greșite. Spre deosebire de aproape toate povestirile cu Sherlock Holmes, aceasta este scrisă la persoana a III-a, probabil din cauza lungimii sale.

### Piese de teatru cu Sherlock Holmes
Sherlock Holmes: A Drama in Four Acts (sau Sherlock Holmes) (1899)
Piesa intitulată inițial Sherlock Holmes, scrisă de Arthur Conan Doyle și William Gillette, a fost reprezentată cu succes timp de peste treizeci de ani. Ea are multe părți originale care nu se găsesc în povestiri, dar împrumută multe evenimente din povestiri canonice precum "Scandal în Boemia" și "Ultima problemă". De asemenea, a avut elemente din Un studiu în roșu, Semnul celor patru, "Misterul din Valea Boscombe" și "Traducătorul de greacă". Ea include prima menționare a frazei "Elementar, dragul meu Watson". În timp ce Conan Doyle a scris versiunea originală, nu este clar cât de mult din materialul său s-a păstrat în piesa care s-a jucat și cât îi aparține lui Gillette. Conan Doyle și Gillette au revizuit mai târziu piesa împreună; ea a fost revizuită apoi de alții de două ori.
The Speckled Band (sau The Stonor Case) (1902)
În jurul anului 1902, Doyle a scris și a produs o piesă de teatru inspirată din povestirea "Aventura bandei pătate". Ea a fost reprezentată pe scenă abia după de 8 ani, la Adelphi Theatre din Londra la 4 iunie 1910, cu H. A. Saintsbury în rolul lui Sherlock Holmes și Lyn Harding în rolul Dr. Grimesby Roylott. Piesa, intitulată inițial The Stonor Case, diferă față de povestire prin mai multe detalii de mică importanță, cum ar fi numele unor personaje.
The Crown Diamond: An Evening With Mr Sherlock Holmes (1921)
"The Crown Diamond" este o versiune alternativă a povestirii "Cazul diamantului Mazarin", deși a precedat-o pentru un anumit timp.  Cândva, în cursul interpretării pe scenă a piesei, a fost scrisă o povestire care a adaptat piesa, acesta fiind motivul pentru care povestirea este narată la persoana a III-a și nu la persoana I ca în povestirile narate în mod tradițional de Watson. Cu toate acestea, unii pretind că piesa a apărut inițial într-un proiect timpuriu al piesei "Sherlock Holmes" (de mai sus) și a fost eliminată mai târziu, cu unele elemente inspirate din "Casa pustie", înainte ca piesa să fie scoasă la lumină, câțiva ani mai târziu, în "The Crown Diamond" și "The Mazarin Stone."

### Eseuri și retrospective
Arthur Conan Doyle a dat interviuri sau a discutat public rar despre personajul său. Cu toate acestea, ceea ce urmează este o listă de eseuri și interviuri ale lui Conan Doyle despre personajul său, care sunt în prezent în proces de publicare, în Green sau Haining's book sau în edițiile standard ale Complete Stories:
"A Gaudy Death" (1901)
Având subtitlul "Conan Doyle Tells The True Story of Sherlock Holmes’s End", acesta a apărut în revista săptămânală Tit-Bits, o publicație asociată a revistei The Strand Magazine. Acesta este un interviu dat de Doyle în timpul marii absențe a lui Sherlock Holmes și menționează aluziile făcute pentru a scrie mai multe aventuri cu Holmes.
"Some Personalia about Sherlock Holmes" (1917)
Acest eseu a fost publicat în revista Strand Magazine ca o cadou de Crăciun făcut cititorilor săi. Se vorbește despre modul în care Holmes a captat imaginația publicului și de opinia lui Conan Doyle despre personajul său.
"The Truth About Sherlock Holmes" (1923)
Un eseu din Collier's Weekly, în care Doyle explică exact de unde provine Holmes. Acesta conține, la sfârșit, "The Adventure of the Two Collaborators" a lui JM Barrie, iar acest lucru poate fi motivul pentru care mulți o consideră a fi o povestire cu Holmes a lui Doyle însuși.
"To An Undiscerning Critic" or "The Case of the Inferior Sleuth" (1924)
O curiozitate denumită "To an Undiscerning Critic" de Green și "The Case of the Inferior Sleuth" de Haining, Doyle a fost criticat într-un vers scris de Arthur Guiterman în cartea sa The Laughing Muse, pentru presupusa umilire a lui Dupin și Lecoq în Un studiu în roșu. Doyle i-a răspuns tot cu o poezie în care se apără, declarând că opiniile lui Holmes despre cei doi detectivi fictivi nu erau și ale sale. Riposta a fost publicată în Some Piquat People în 1924
"Mr. Sherlock Holmes to his Readers" (1927)
Acesta a apărut în revista The Strand Magazine pentru a introduce un concurs pentru a desemna cele mai bune aventuri cu Sherlock Holmes. Același eseu, fără un paragraf, a apărut ca prefață la volumul Arhiva lui Sherlock Holmes.
"My Favourite Sherlock Holmes Adventures" (1927)
Acesta este o continuare a articolului menționat mai sus. Conan Doyle face aici o listă ale celor mai bune aventuri cu Holmes. Doyle a menționat că dacă ar fi avut voie să includă povestiri din Arhiva lui Sherlock Holmes el ar fi inclus cu siguranță "Coama leului" și "Un client ilustru". (Haining speculează că această precizare era destinată să mărească vânzările volumului viitor, care a includea acele povestiri.)  Lista este următoarea:
1. "Aventura bandei pătate"
2. "Liga roșcaților"
3. "Omuleții dansatori"
4. "Ultima problemă"
5. "Scandal în Boemia"
6. "Casa pustie"
7. "Cei cinci sâmburi de portocală"
8. "Cea de-a doua pată"
9. "Copita dracului"
10. "Școala de stareți"
11. "Ritualul Musgrave"
12. "Enigma din Reigate"

### Scrieri în care nu apare Sherlock Holmes
Aceste lucrări, două povestiri și o piesă de teatru, sunt citate de Haining ca fiind de interes pentru fanii lui Holmes.
"The Mystery of Sasassa Valley" (1879)
"The Mystery of Uncle Jeremy’s Household" (1887)
Peter Haining include aceste povestiri în cartea sa deoarece ele cuprind ceea ce el pretinde a fi arhetipuri de personaje și situații din seria cu Sherlock Holmes, care sunt de interes pentru cei care studiază evoluția lui Sherlock Holmes. Ele au fost serializate în revistele Boys' magazines la sfârșitul secolului al XIX-lea.
"Angels of Darkness" (c. 1889)
Nepublicată până în 2000, această piesă a fost scrisă la scurt timp după ce a fost publicat Un studiu în roșu. Aceasta este în esență o rescriere a capitolelor americane ale romanului Un studiu în roșu, cu acțiunea de la Londra mutată la San Francisco. Holmes nu este prezent, dar Watson apare într-o formă foarte diferită. El acționează într-un mod rușinos și chiar se căsătorește cu o altă femeie. Publicarea acestei piese a fost la început oprită, biograful lui Doyle, John Dickson Carr, a declarat că publicul ar face să n-o citească, o opinie pe care Haining o susține bucuros.  Piesa este notabilă pentru senzaționalismul său contrastant și scenele sale comice. Este conținută în Apocrypha lui Klinger.

## Lucrări de interes ale altor autori
Acestea sunt lucrări, despre care s-a crezut în trecut că au fost scrise de Doyle. Dacă despre unele s-a dovedit în mod concludent că nu au nicio legătură cu Conan Doyle, compoziția altora rămâne încă neclară.

### Povestiri
"The Case of the Man who was Wanted" (c. 1914)
Acest mister, o povestire completă cu Sherlock Holmes, a fost găsit în 1942 de un biograf al lui Conan Doyle, Hesketh Pearson, care căuta printr-o cutie de hârtii a lui Doyle. S-a anunțat inițial că povestirea nu va fi publicată de către Fondul Doyle, dar s-a precizat că era cu siguranță scrisă de Doyle, deoarece manuscrisul conținea aparent scrisul de mână al scriitorului. Cu toate acestea, conform lui Jon L. Lellenberg în Nova 57 Minor, manuscrisul nu a fost scris de mâna lui Conan Doyle, ci a fost dactilografiat. Revista Strand Magazine a publicat extrase din ea în august 1943, și a fost în cele din urmă publicată în 1947 ca urmare a cererii exprimate de societățile de fani ai lui Sherlock Holmes, ea fiind considerată atunci ca o nouă (chiar dacă ușor inferioară) parte a canonului de către The Baker Street Irregulars, printre alții. Suspiciunile inițiale de falsificare au fost raportate de Vincent Starret și s-a fost descoperit în cele din urmă de Hesketh Pearson că povestirea a fost scrisă inițial de Arthur Whitaker, care a trimis-o lui Conan Doyle, în speranța unei colaborări. Doyle a cumpărat povestire, cu gândul că ar putea folosi ideea la o dată ulterioară, dar niciodată nu a făcut-o. Pearson, Green, Tracy și Fondul Doyle sunt de acord că Whitaker a scris povestirea, deși Haining încă susține că "scena de deschidere între Holmes și Watson trădează mâna maestrului" și că povestirea este parțial scrisă de Conan Doyle. El subliniază faptul că soția, fiii și biograful lui Doyle au fost păcăliți de stil și este posibil să fii fost realizată o reformulare. Povestirea a fost publicată în colecția The Further Adventures of Sherlock Holmes a editurii Penguin sub titlul The Adventure of the Sheffield Banker.
"The Adventure of the Two Collaborators" (publicată pentru prima dată în 1923)
Deși niciun critic serios nu a pretins că este o lucrare a lui Conan Doyle, această parodie este listată aici, din cauza unei greșite concepții populare cum că aceasta a fost scrisă de către Doyle pentru prietenul lui, J. M. Barrie (care crease faimosul personaj Peter Pan). (Este posibil să fi contribuit la această concepție greșită faptul că piesa a apărut pentru prima dată numai într-o lucrare a lui Conan Doyle, și toate tipăriturile ulterioare sunt din acea sursă.) De fapt, această povestire a fost scrisă de Barrie pentru Doyle după o perioadă în care cei doi au lucrat împreună la o piesă de teatru. Povestea în sine îi prezintă pe Doyle și Barrie vizitându-l pe Holmes, cu Doyle ucigându-l pe Holmes din cauza enervantei sale inteligențe (care reflectă probabil uciderea personajului de către Doyle în "Ultima problemă").

### Piese de teatru
The Painful Predicament of Mr Sherlock Holmes (1905)
Recunoașterea lui William Gillette obținută în rolul lui Sherlock Holmes a fost în creștere ca urmare a succesului piesei Sherlock Holmes. Interpretând cel mai faimos rol al său, William Gillette a jucat într-o schiță scurtă de comedie. Ea implică un Sherlock Holmes mut și un client foarte vorbăreț. În cărțile lui Haining și Tracy, ei speculează asupra faptului dacă această piesă a fost scrisă sau nu de Arthur Conan Doyle. Desigur, Gillette ar fi avut nevoie de acordul lui Doyle pentru a scrie o operă originală cu Sherlock Holmes, deoarece personajul era sub drept de autor, dar se presupune de cei mai mulți fani ai lui Sherlock Holmes că Gillette a scris totul el-însuși. Haining susține însă că Gillette i-ar fi putut cere lui Doyle să "scrie ceva rapid pentru el". Cu toate acestea, nu s-a găsit niciun astfel de manuscris în lucrurile lui Doyle, iar el nu a lăsat nicio referire la această piesă. Ea a fost asumată de cei mai mulți ca nimic mai mult decât o curiozitate a lui William Gillette.

### Canon
- Sherlockian.Net: The original stories Arhivat în 31 iulie 2008, la Wayback Machine.
- Arthur Conan Doyle la Project Gutenberg
- Writings about the Agent, the Canon, and the Apocrypha

### Posibile scrieri canonice
- Sherlockian parodies or apocrypha Arhivat în 12 mai 2008, la Wayback Machine.
- Sir Arthur Conan Doyle: Other Works on the Web